# アラド駅
アラド駅はルーマニアアラド郡アラドの鉄道駅である。この駅には5つのプラットフォームがある。